# Geoffrey Whitehead
Geoffrey Whitehead, född 1 oktober 1939 i Sheffield, South Yorkshire, är en brittisk skådespelare.

## Rollista i urval
- 1971 – Drömmen om kärlek
- 1973 – Den avhuggna handen
- 1979 – S.O.S. Titanic
- 1988 – Krig och hågkomst (TV-serie)
- 1991 – Red Fox (TV-serie)
- 1991 – Huset Eliott (TV-serie)
- 1994 – Maktens höjder (TV-serie)
- 1997 – Shooting Fish
- 2004–2006 – The Worst Week of My Life (TV-serie)
- 2011–  – Not Going Out (TV-serie)